# Cléopâtre IV
Sauf précision contraire, les dates de cet article sont sous-entendues « avant l'ère commune », c'est-à-dire « avant Jésus-Christ ».
Pour les articles homonymes, voir Cléopâtre.
Cléopâtre IV est une reine d’Égypte lagide puis une reine séleucide. Elle est la fille de Ptolémée VIII et de Cléopâtre III. Elle épouse le roi séleucide Antiochos IX.

## Biographie
Sa date de naissance est inconnue : elle est plus jeune que son frère Ptolémée IX Sôter II  (né en 142/143) et plus âgée que sa sœur Séléné (née en 135/130). On ne sait pas si elle précède sa sœur Cléopâtre Tryphaena (née vers 140/135). Elle épouse son frère Ptolémée IX sans doute avant la mort de leur père Ptolémée VIII. Selon certains spécialistes, elle pourrait être la mère de Bérénice III, de Ptolémée XII Aulète et de Ptolémée de Chypre. 
Après la mort de Ptolémée VIII (116) et l'avènement de son frère Ptolémée IX Sôter, elle est répudiée sur ordre de sa mère Cléopâtre III à qui elle dispute la préséance. Elle s'enfuit à Chypre et tente de rallier à sa cause son frère Ptolémée X Alexandre. Par peur de leur mère, il refuse. Elle lève alors une armée et passe en Syrie, où elle épouse (vers 114) le roi séleucide Antiochos IX qu’elle aide à prendre le pouvoir. Elle est peut-être la mère du futur Antiochos X Eusèbe.
Après la défaite de son mari, battu par son demi-frère Antiochos VIII Grypos et sa femme Cléopâtre Tryphaena (qui n'est autre que sa sœur), Cléopâtre IV se trouve à leur merci à Antioche. Elle se réfugie dans le sanctuaire d'Apollon, dans le faubourg de  Daphné, et s'enchaîne à la statue du dieu. Tryphaena ordonne de la tuer mais Grypos et les soldats hésitent devant le sacrilège. Finalement, des soldats la détachent de la statue en lui coupant les mains et l'entraînent au-dehors pour la tuer. Elle meurt en maudissant sa sœur (v. 112).